# Alexandra Mendes
Alexandra Maria Valente e Mendes ou simplesmente Alexandra Mendès ComCa (Portugal, 3 de novembro de 1963) é uma política luso-canadiana.
Alexandra é uma política filiada ao Partido Liberal do Canadá e, após trabalhar em escolas e na assistência social a imigrantes e refugiados no Canadá, ela ingressou na política, tendo sido eleita deputada por seu partido político pela primeira vez em 2008.
Actualmente, ela exerce o mandato de deputada na Câmara dos Comuns do Canadá (House of Commons ou Chambre des Communes), a câmara baixa do parlamento canadiano, onde representa a circunscrição de Brossard—Saint-Lambert, vinculada à província de Quebec..

## Principais condecorações e medalhas
- Comendador da Ordem de Camões (13 de setembro de 2023)[3][4][5]